# Paul Meany

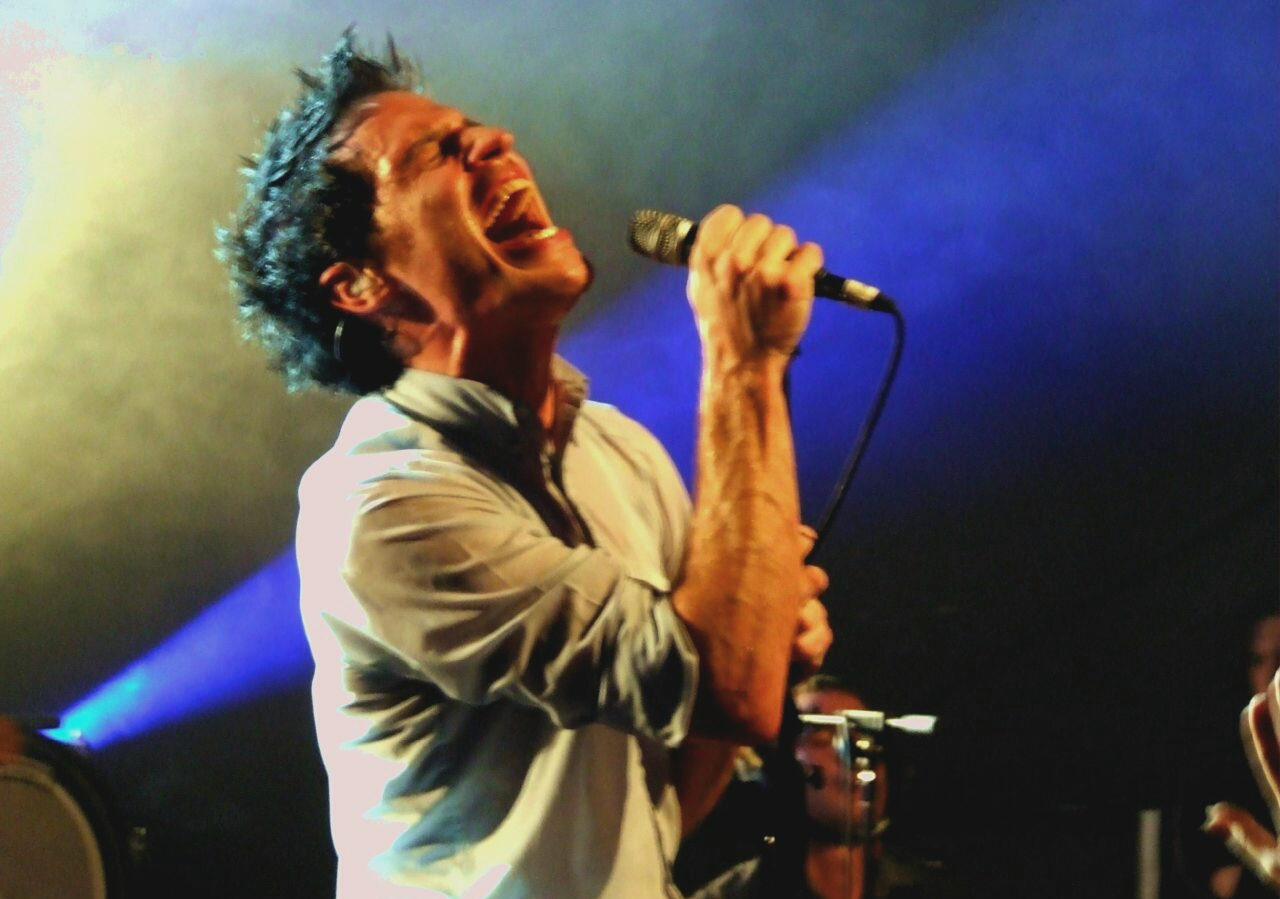
Paul Meany

Paul Meany (* 2. Juli 1976) ist ein amerikanischer Sänger und Keyboarder der Rockband Mutemath aus New Orleans.
Er ist einer der Mitgründer von Independent-Label Teleprompt Records. Zuvor war Meany der Keyboarder und Backgroundsänger der Band Earthsuit. Meany hat ebenfalls Co-Tracks für Jeremy Larson gemacht und komponierte mit seiner Band Musik für den Film Twilight. Er schrieb ein Kapitel in dem Buch The Art of Being.
Er war zudem am Songwriting der Lieder "Levitate", "Morph", "Chlorine", "Smithereens", "Cut My Lip", "Bandito" und "Pet Cheetah" des 2018 erschienenen Albums Trench der Twenty One Pilots beteiligt.